# Пенка Ганева
Пенка Йотова Ганева е български инженер и политик, кмет на Хисаря (2011 – 2015) и отново през (2019 – 2023).

## Биография
Пенка Ганева е родена на 28 декември. Завършва СОУ „Христо Смирненски“ в Хисаря, след което завършва висше образование като инженер. До избирането си за кмет Пенка Ганева работи в общинската администрация в Хисаря.
През 2014 г. нейния съпруг е открит мъртъв с незаконно притежаван пистолет до себе си, органите на реда предполагат че става въпрос за самоубийство.

### Политическа дейност
На местните избори през 2011 г. е кандидат за кмет на община Хисаря, издигната от Инициативен комитет. На проведения първи тур тя получава 2153 гласа (или 32,89%) и се явява на балотаж с втория след нея Георги Пирянков от Съюз на патриотичните сили „Защита“ с 1389 гласа (или 21,22%). Печели на втори тур с 3427 гласа (или 50,81%).
На местните избори през 2015 г. е кандидат за кмет на община Хисаря, издигната от ГЕРБ. На проведения първи тур тя получава 2240 гласа (или 35,38%) и се явява на балотаж с втория след нея Пенка Дойкова от Партия на зелените с 1403 гласа (или 22,16%). Губи на втори тур с 2850 гласа (или 47,07%).
На местните избори през 2019 г. е кандидат за кмет на община Хисаря, издигната от ГЕРБ. На проведения първи тур тя получава 1554 гласа (или 26,72%) и се явява на балотаж с втория след нея Ива Вълчева от БСП за България с 1494 гласа (или 25,69%). Печели на втори тур с 2738 гласа (или 50,79%).
На местните избори през 2023 г. е кандидат за кмет на община Хисаря, издигната от ГЕРБ. На проведения първи тур тя получава 1282 гласа (или 24,12%) и се явява на балотаж с кандидата на първо място Ива Вълчева от БСП за България с 1769 гласа (или 33,29%). Губи на втори тур с 2296 гласа (или 45,10%).